# 塚田忠昭
塚田 忠昭（つかだ ただあき、1986年4月22日 - ）は、日本の作曲家、編曲家、音楽ディレクター。ファイブエイス所属。

## 略歴
東京都出身。国立音楽大学附属高等学校ピアノ科、国立音楽大学鍵盤楽器専修、作曲応用コース卒業（ピアノを菊池大成、榎本潤、作曲を丸山和範に師事）。
2017年7月よりフリーランスとして活動開始。テレビ番組、ゲーム、テーマパーク、コンサート等、様々な音楽制作に携わる。2022年2月よりファイブエイスに所属。

## 作品

### テレビ番組
2017年
- テレビ朝日『食ノ音色』（2017年4月 - 2021年9月）作曲・編曲

2019年
- 東海テレビ放送『ワクワク発見!ブリックキッズ』
  - オープニング＆レゴランド®・ジャパン・リゾート　オリジナルメインテーマソング『Feel the Emotion 〜キミのサイコー!がまっている〜』作曲・編曲

2020年
- BS-TBS『幸せのホテルが誘う旅～ルレ・エ・シャトーへようこそ～』（2020年1月）作曲・編曲

2023年
- TBS系列『彼女、お借りします』音楽
- BS-TBS『ヒカリ☆ラボ』音楽

### Web番組
2018年
- 中国向け本格旅バラエティ番組『窮豪旅遊記』動画サイト『ビリビリ動画』にて（2018年1月 - ）作曲・編曲
- 『サーフ☆ガール』〜彼女が波に乗れたなら〜テレビバ【日テレ公式】（2018年10月 - ）作曲・編曲
- 『Fの遺伝子』テレビバ【日テレ公式】（2018年11月 - ）作曲・編曲
  - 出演：ロバート・キャンベル、ももいろクローバーZ

- 石田ひかりの「シブタビ」テレビバ【日テレ公式】（2018年12月 - ）作曲・編曲

2019年
- とある男が授業をしてみた【教育YouTuberが歌う】正解 / RADWIMPS（2019年3月）編曲
- 『アグリンの家』テレビバ【日テレ公式】（2019年4月 - ）作曲・編曲

2020年
- 『サーフ☆ガール』〜彼女が波に乗れたなら〜テレビバ【日テレ公式】
  - 主題歌『サーフ☆ガール』〜私が波に乗れたなら〜（2020年2月 - ）作詞・作曲・編曲

- とある男が授業をしてみた【教育YouTuberが歌う】カイト / 嵐（2020年3月）編曲
- とある男が授業をしてみた【アラーム付き】睡眠の質が上がる曲をオリジナルで作ってみました【Deep Sleep Music(8 hours)】（2020年5月）作曲・編曲
- とある男が授業をしてみた【教育YouTuberが歌ってみた】生きてることが辛いなら / 森山直太朗（2020年8月）編曲
- アートにエールを！東京プロジェクト『塚田忠昭 with Barzz～鳥の吟遊詩人たち～有志 / 【トレーラー音楽】明日を生きる～音楽の力で～』（2020年9月）作曲・編曲
- 『双牙 -Cleave The Darkness- 』フルバージョンを作ってみた。【公式メンバー制作】（2020年12月）作曲（共作）・編曲・作詞

2021年
- 『Project:;COLD』 挿入歌「秒針を噛む」(coverd by 都まんじゅう）
  - 歌：青島玲子（陶山恵実里）、作詞：ACAね、作曲：ACAね / ぬゆり、編曲：塚田忠昭

- とある男が授業をしてみた【教育YouTuberが歌う】水平線/back number（2021年3月）編曲

2022年
- アグリンCH『農Tuber』（2022年1月 - ）作曲・編曲
- 『サーフ☆ガール』〜彼女が波に乗れたなら〜テレビバ【日テレ公式】（2022年1月 - ）作曲・編曲

2023年
- アグリンCH『農Tuber』（2023年11月 - ）作曲・編曲

2024年
- とある男が授業をしてみた【教育YouTuberが歌う】ビリミリオン/優里（2024年3月）編曲

2025年
- とある男が授業をしてみた【教育YouTuberが歌ってみた】NEWSー「生きろ」（2025年3月）編曲

### CM
- 吉野家CM『牛すき鍋膳』（2018年10月 - ）録音協力・マニピュレーター

### 舞台
- 稲垣吾郎主演舞台 No.9 -不滅の旋律- Christmas Encore『Silent Night』（2018年12月）編曲

### ゲーム
2018年
- KONAMI『ときめきアイドル』（Android OS、iOS）
  - 二人の時 Side SR
    - 歌：ときめきアイドル project "Virtual Kiss"（三田希少（金田アキ）、朝霧春子（早瀬莉花））
    - 作詞：ときめき作詞実行委員会、作曲：めたるゆーき、編曲：吉澤ゆーじ・塚田忠昭

  - GRADIUS -Four Suite for Two Pianos-
    - 作曲：コナミ矩形波倶楽部、編曲：林そよか・塚田忠昭

- KONAMI『ダンキラ!!! - Boys, be DANCING! -』（Android OS、iOS）
  - バレエ『宝石』組曲より 祝宴
    - 作曲：林そよか、編曲：塚田忠昭

2021年
- KONAMI『遊戯王ラッシュデュエル 最強バトルロイヤル!!』（Nintendo Switch）作曲・編曲（共作）
- KONAMI『ときめきメモリアル Girl's Side 4th Heart』（Nintendo Switch）一部作曲・編曲（共作）

2022年
- ココネ『ポケコロツイン 』（Android OS、iOS）
  - サマーBGM『ナツイロ』（2022年7月）作曲・編曲

- KONAMI『遊戯王クロスデュエル』（Android OS、iOS）
  - レイドデュエル（各ボス）、タッグデュエル（VRAINSステージ、SEVENSステージ）作曲・編曲

- バンク・オブ・イノベーション『メメントモリ 』（Android OS、iOS）
  - リーン楽曲『篝火』（2022年10月）作曲・編曲・作詞（コーラスのみ）

- KONAMI『遊戯王ラッシュデュエル 最強バトルロイヤル!!行くぞ!ゴーラッシュ!!』（Nintendo Switch）作曲・編曲

2023年
- 大手ゲーム会社のアプリゲームBGM、歌物楽曲を多数制作。

2024年
- モバイルファクトリー『駅メモ！ - ステーションメモリーズ！-』（Android OS、iOS）
  - イベントBGMを多数制作。

- その他、大手ゲーム会社のアプリゲームBGM、歌物楽曲を多数制作。

2025年
- モバイルファクトリー『駅メモ！ - ステーションメモリーズ！-』（Android OS、iOS）
  - 「でんこクエスト～魔王の塔と伝説の剣（仮）～」イベントBGM（2025年4月）作曲・編曲
  - 「11周年」イベントBGM（2025年6月）作曲・編曲

### ショートフィルム
- IQOS プロモーションムービー（2019年5月）作曲・編曲
- 『アグリンの家』〜お米育てる！母との約束〜ショートシネマ編（2020年3月）作曲・編曲

### イベント
2019年
- KONAMI『ときめきメモリアル Girl's Side DAYS 2019 はばたきウォッチャー 増刊号』付属CD収録
  - 本多 行 キャラクターテーマ
    - 作曲：塚田忠昭、編曲：塚田忠昭、佐々木聡作、Keyboards & Programming：塚田忠昭、佐々木聡作

  - 柊 夜ノ介 キャラクターテーマ
    - 作曲：塚田忠昭、編曲：塚田忠昭、佐々木聡作、Keyboards & Programming：塚田忠昭、佐々木聡作、Violin：天野 恵

### テーマパーク
2017年
- レオマワールド
  - Fantastic Parade（2017年4月 - 10月 ）作詞・作曲・編曲
  - Fantastic Parade Winter（2017年11月 - 2018年3月 ）作詞・作曲・編曲
  - 点灯式（2017年11月 - 2018年1月 ）編曲

2018年
- レゴランド・ジャパン（LEGOLAND）
  - 1周年記念キャラクターショー（2018年3月 - 5月 ）作曲・編曲
  - パークオープニングセレモニー（2018年6月 - ）作曲・編曲
  - ハロウィンイベントショー『スマイルコネクション』（2018年9月 - 11月 ）作曲・編曲
  - クリスマスイベントショー『サンタさんのハートフル・メッセージ ～アドベント・カウントダウン～』（2018年11月 - 12月 ）作曲・編曲

- レオマワールド
  - 点灯式（2018年11月 - 12月 ）編曲

2019年
- レゴランド・ジャパン（LEGOLAND）
  - 2周年アニバーサリーショー『〜フィール・ザ・エモーション〜』（2019年3月 - 5月 ）作曲・編曲
  - ハロウィンイベントショー『スマイルコネクション』（2019年9月 - 11月 ）作曲・編曲
  - クリスマスイベントショー『ザ・ベスト・クリスマス・プレゼント 〜サンタさんが教えてくれた大切なもの〜』（2019年11月 - 12月 ）作曲・編曲

- レオマワールド
  - 点灯式（2019年11月 - 12月 ）編曲

2021年
- レオマワールド
  - Fantastic Parade〜blooming color〜（2021年4月 - ）作詞・作曲・編曲

- レゴランド・ジャパン（LEGOLAND）
  - レゴランドゲームズ2021〜サマー〜『ウォーターメイズ』BGM（2021年7月 - ）作曲・編曲
  - 『Ignite your playful engine!!〜レゴ実物大GRスープラがキミの遊び心に火をつける〜』（2021年8月）作曲・編曲
  - 『Halloween Costume Contest』BGM（2021年10月 - 11月 ）作曲・編曲

2022年
- レオマワールド
  - 花火ファンタジア（2022年5月 - ）作曲・編曲

2023年
- よみうりランド遊園地
  - 開園・閉園BGM（2023年6月 - ）作曲・編曲

- レオマワールド
  - 花火ファンタジア（2023年11月 - ）作曲・編曲

- レゴランド・ジャパン（LEGOLAND）
  - クリスマスショー『プリック・クリスマス』（2023年11月 - 12月 ）作曲・編曲

2024年
- レオマワールド
  - Fantastic Parade 2024（2024年3月 - ）作曲・編曲

2025年
- レゴランド・ジャパン（LEGOLAND）
  - スペシャルショー『ゴー！ゴー！ニンジャゴー！』テーマ曲（2025年3月 - 5月 ）作詞・作曲・編曲
  - 『またきてマーチ』（2025年3月 - ）作曲・編曲
  - 『シャクササイズ』（2025年7月 - ）作曲・編曲

### ピアノ参加（アレンジ）
2022年
- ハロー、ハッピーワールド(BanG Dream!) 
  - Happy! Happier! Happiest!

- Da-iCE
  - マイガール

### サウンド・レコーディングディレクター
- Barzz～鳥の吟遊詩人たち～ 『えんとつ町のプペル』合唱アレンジ（2020年9月）
  - 作詞・作曲：西野亮廣、編曲：湖東ひとみ

### 譜面制作（ピアノアレンジ）
2020年
- L SCORE（えるすこ）【ランティス公式】（2020年2月 - ）編曲・監修
  - God knows... / 涼宮ハルヒ（初級＆中〜上級）
  - NATSU☆しようぜ！ / IDOLiSH7（初〜中級）
  - Sparkling Daydream / ZAQ（初級＆中〜上級）
  - Violet Snow / 結城アイラ
  - ヒャダインのカカカタ☆カタオモイ-C / ヒャダイン（初級＆中〜上級）
  - piece of youth / ChouCho（初級＆中〜上級）
  - Here comes the SUN / 中村宗悟（初級＆中〜上級）
  - Magic Words / Liyuu（初級＆中〜上級）
  - ヒカリイロの歌 / 鈴木愛奈（初級＆中〜上級）
  - Sunny Sunny Girl◎ / 熊田茜音（初級＆中〜上級）
  - Magic Words / Liyuu（初級＆中〜上級）
  - 愛とか感情 / ニノミヤユイ（初級＆中〜上級）
  - もってけ!セーラーふく/泉こなた(CV.平野綾)/柊かがみ(CV.加藤英美里)/柊つかさ(CV.福原香織)/高良みゆき(CV.遠藤綾)（初級＆中〜上級）

### 教育コンテンツ
- イケボがささやく中学歴史 - Ikevo Education（2018年5月 - ）音楽担当

### コンサート
2018年
- Barzz～鳥の吟遊詩人たち～演奏会　日本初プロフェッショナルが集うゲーム音楽専門コーラス隊（2018年8月）全編曲

2022年
- アニソンでたどるアニメの歴史 オーケストラコンサート（2022年12月）
  - 『残酷な天使のテーゼ』、『ハレ晴レユカイ』2曲を編曲

### 配信
- 『オペラ歌手が本気で歌うアニメソング』収録（2022年3月）
  - 『残酷な天使のテーゼ』オーケストラアレンジ
    - 歌唱：Barzz～鳥の吟遊詩人たち～、編曲：塚田忠昭

### team.RYUSEIとしての活動
2020年
- コンピレーション・アルバム【密】 -mitzdes- 2 [密接]（2020年6月）
  - Track01『君と生きた世界の明日を』
    - Artist：team.RYUSEI、作詞・作曲・編曲・Mix：塚田忠昭、Vo：小林まな、Guitar：佐藤希久生

2021年
- Re:code(ピアノトリオ)作曲・編曲

### 鷹月 亜樹（Aki Takatsuki）名義での活動

#### 作詞
- CR絶狼（2015年4月）
  - 双牙 -Cleave The Darkness-：作詞
  - Blazing Savior：作詞
- CRA牙狼魔戒ノ花 媚空 -ビクウ-（2017年2月）
  - 孤独ノ月：作詞
  - 残響 -resonant-：作詞

#### VOCALOID
- ボカロのパレード feat. 初音ミク（iTunes配信アルバム、2014年）[8]
  - Lost Melody feat. 初音ミク：作詞・作曲・編曲
- ボカロのダンスカーニバル feat. 初音ミク（iTunes配信アルバム、2015年）
  - Answer feat. 初音ミク：作詞・作曲・編曲
  - Story -キミとの物語- feat. GUMI, 巡音ルカ&初音ミク：作詞・作曲・編曲
  - ALIVE and ALIVE feat. GUMI：作詞・作曲・編曲
- ボカロのフューチャークラシック feat. 初音ミク（iTunes配信アルバム、2016年）
  - 未確定シンドローム feat. GUMI：作詞・作曲・編曲
  - モシモ -if- 予報☆ feat. GUMI：作詞・作曲・編曲
  - √3 feat. 初音ミク：作詞・作曲・編曲
- ボカロのサードウェイブ feat. 初音ミク（iTunes配信アルバム、2017年）
  - Hello&Allow feat. 初音ミク：作詞・作曲・編曲
  - -過去ト未来ト君- feat. GUMI：作詞・作曲・編曲
  - Smile -未来地図- feat. 初音ミク：作詞・作曲・編曲